# Slaget om Danmarksundet
Slaget i Danmarkssundet var ett sjöslag under andra världskriget mellan fartyg i Royal Navy och den tyska Kriegsmarine som utspelades den 24 maj 1941. Den brittiska slagskeppet HMS Prince of Wales och slagkryssaren HMS Hood stred mot det tyska slagskeppet Bismarck och den tunga kryssaren Prinz Eugen, som båda försökte bryta ut i Nordatlanten för att angripa den allierade handelssjöfarten.
Mindre än tio minuter efter att britterna öppnade eld träffades Hood av en granat från Bismarck nära sitt aktra ammunitionsmagasin. Strax därefter exploderade Hood och sjönk inom tre minuter där alla i hennes besättning utom tre omkom. Prince of Wales fortsatte att utväxla eld med Bismarck men drabbades av allvarliga tekniska fel i sitt huvudartilleri då slagskeppet inte var fullt utvecklat efter att ha slutförts i slutet av mars 1941. Detta, tillsammans med effekterna av slaget, fick henne att på order av amiral Frederic Wake-Walker bryta stridskontakten. Bismarck, skadad men fortfarande mycket operativ, avstod från att förfölja Prince of Wales och gick i stället mot Atlanten tillsammans med Prinz Eugen.